# Homem da máscara de ferro

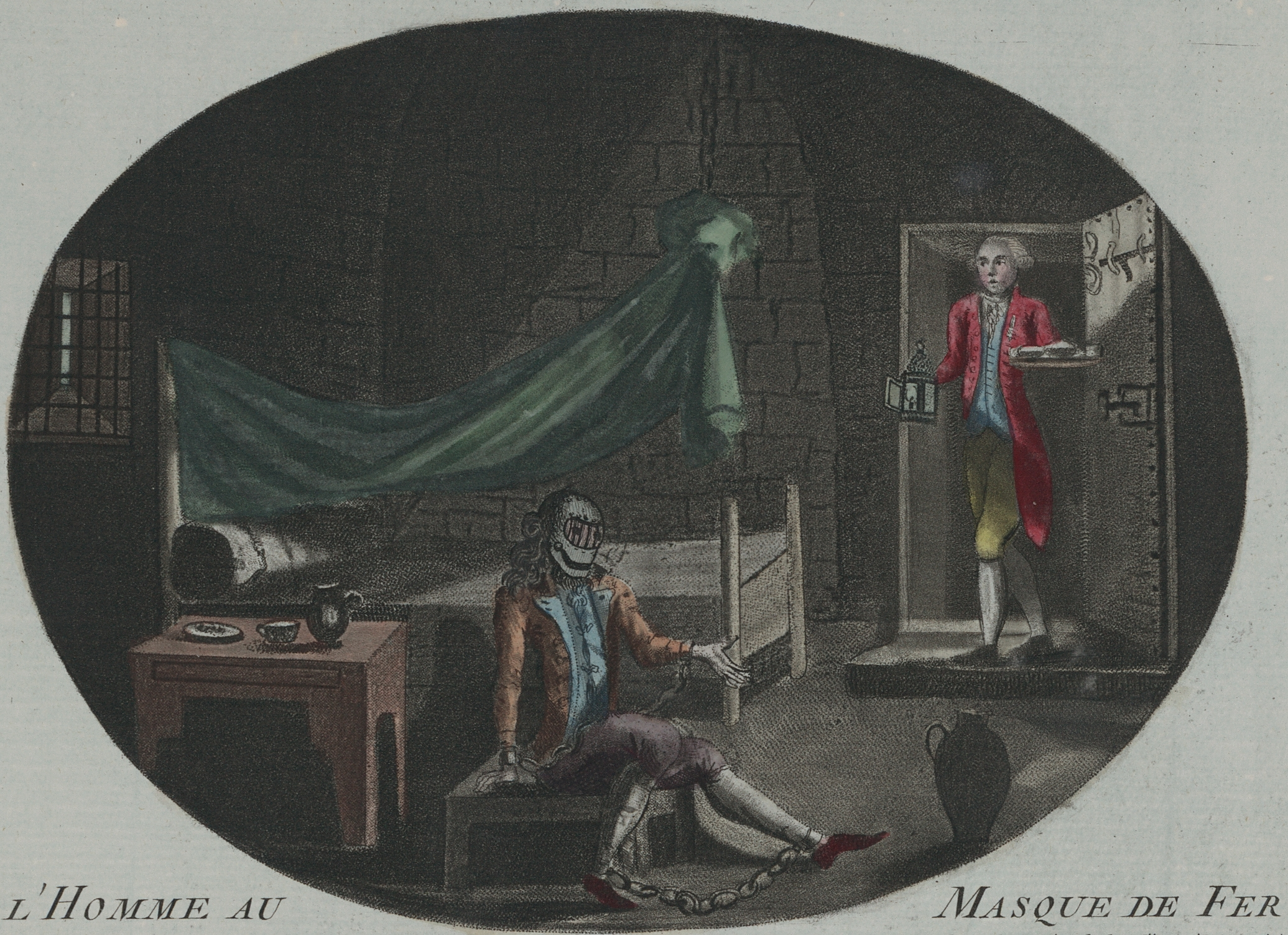
L'Homme au Masque de Fer, (1789). Segundo o subtítulo original (não visto aqui), o "Homem da Máscara de Ferro" foi Luís de Bourbon, conde de Vermandois, um filho ilegítimo de Luís XIV.

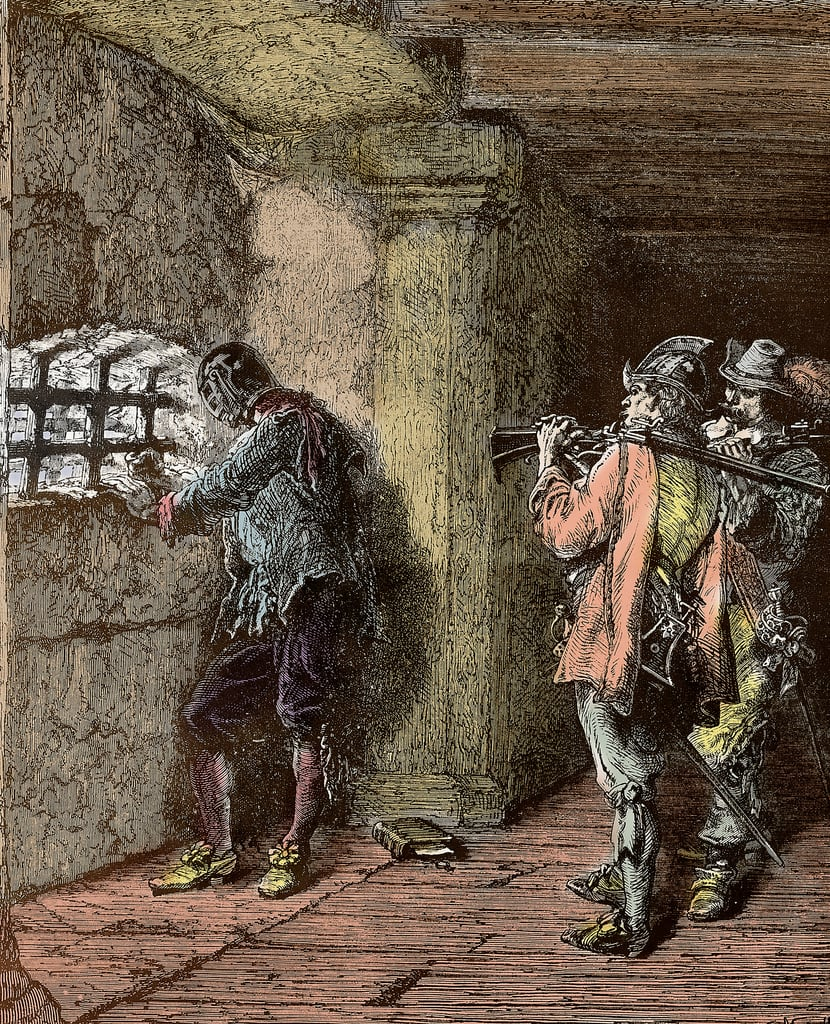
Illustration c.1872

O Homem da Máscara de Ferro (em francês: L'Homme au Masque de Fer) é como se chamava um prisioneiro não identificado, preso sob o nome de "Eustache Dauger" em 1669 ou 1670. Ele foi mantido em diversas prisões durante 34 anos, incluindo a Bastilha e a Fortaleza de Pignerol (atualmente Pinerolo), sempre sob a custódia do carcereiro Bénigne Dauvergne de Saint-Mars. Morreu em 19 de novembro de 1703 sob o nome de Marchioly durante o reinado de Luís XIV da França (1643-1715). A sua possível identidade é exaustivamente discutida, uma vez que o seu rosto estava constantemente oculto por uma máscara de veludo preto.
Na segunda edição de Questions sur l'Encyclopédie, de 1771, o escritor e filósofo Voltaire afirmou que o prisioneiro usava uma máscara de ferro e era o irmão mais velho e ilegítimo de Luís XIV. No final dos anos 1840, o escritor Alexandre Dumas explorou o assunto no último capítulo da saga Os Três Mosqueteiros: aqui, o prisioneiro é forçado a usar uma máscara de ferro e é o irmão gêmeo de Luís XIV. O mito propagou-se com o tempo e inspirou diversos trabalhos de ficção como o filme O Homem da Máscara de Ferro.
Os fatos conhecidos sobre este prisioneiro baseiam-se principalmente na correspondência entre seu carcereiro e seus superiores em Paris.